# Kassim Guyazou
Kassim Guyazou (Lomé, 7 de janeiro de 1982) é um ex-futebolista profissional togolês que atuava como meia.

## Carreira
Kassim Guyazou representou o elenco da Seleção Togolesa de Futebol no Campeonato Africano das Nações de 2006.